# De drie gevangenen
Het probleem van De drie gevangenen is al een oud probleem, waarvan de oplossing ons paradoxaal toeschijnt of althans tegen onze intuïtie lijkt in te gaan. Het probleem werd voor het eerst gepresenteerd in 1959 in de column Mathematical Games van Martin Gardner in Scientific American. Het is vermoedelijk gebaseerd op de doosparadox van Bertrand, een veel ouder, bekend probleem in de kansrekening. Het wordt hieronder in een uitgebreidere vorm dan oorspronkelijk gepresenteerd. Het is in wezen hetzelfde probleem als een bepaalde formulering van het driedeurenprobleem (de zogenaamde voorwaardelijke variant), waarvoor het mogelijk model heeft gestaan.
Drie gevangenen, A, B en C, wachten in hun cellen op de doodstraf. Ter gelegenheid van een feestdag zal een van hen gratie krijgen: door een eerlijke loting wordt uitgemaakt wie van de drie. De cipier weet wie de gelukkige is maar mag niets loslaten.
A: "Zeg me dan wie van B en C geen gratie krijgt, als B gratie heeft noem je C en als C de gelukkige is dan noem je B; ben ik het dan gooi je met een munt om te kiezen tussen B en C".
Cipier: "Als je me met een munt ziet gooien weet je dat jij gratie hebt."
A: "Gooi dan in elk geval met de munt."
Het komt de cipier voor dat hij op deze manier geen informatie geeft en na de (zuivere) munt gegooid te hebben zegt hij tegen A dat B geen gratie krijgt. A lacht in z'n vuistje en via de gevangenistelefoon (kloppen op verwarmingsbuizen) vertelt hij aan C het nieuws. A beredeneert dat A en C elk 50% kans op gratie hebben, maar C beweert dat A nog steeds een kans 1⁄3 op gratie heeft en z'n eigen kans nu 2⁄3 is. Wie heeft gelijk?
C heeft gelijk. We berekenen daartoe de voorwaardelijke kans dat A gratie krijgt gegeven het antwoord van de cipier dat B geen gratie krijgt.
{\displaystyle P(A{\mbox{ gratie}}|{\mbox{cipier: niet}}B)={\frac {P(A{\mbox{ gratie}}{\mbox{ en cipier: niet }}B)}{P({\mbox{cipier: niet }}B)}}={\frac {1/6}{1/2}}={\frac {1}{3}}}.
Immers als A gratie heeft zal de cipier in de helft van de gevallen B en in de andere helft C noemen als degene die niet gratie krijgt.

## Met de regel van Bayes
Men kan de oplossing ook uitgebreider opschrijven met gebruikmaking van de regel van Bayes. Voor de eenvoud van de notatie geven we met een hoofdletter aan dat de betreffende gevangene gratie krijgt en met een kleine letter het antwoord van de cipier wie van de overige een kopje kleiner gemaakt zal worden. We berekenen, bedenkend dat de cipier bij A in de cel staat:
{\displaystyle P(A|b)={\frac {P(b|A)P(A)}{P(b|A)P(A)+P(b|B)P(B)+P(b|C)P(C)}}={\frac {{\frac {1}{2}}\times {\frac {1}{3}}}{{\frac {1}{2}}\times {\frac {1}{3}}+0\times {\frac {1}{3}}+1\times {\frac {1}{3}}}}={\frac {1}{3}}.}